# Кирчевский, Николай Фёдорович
Никола́й Фёдорович Кирче́вский (1900—1987) — советский военный деятель, участник советско-финляндской и Великой Отечественной войн, начальник инженерных войск 3-го Прибалтийского фронта, генерал-майор инженерных войск (16.10.1943).

## Биография
Родился в 1900 году в деревне Серебрянка, Рогачевского района, Гомельской области, Белорусской ССР)
Поступил на военную службу 2 мая 1919 года.
Участвовал в Советско-финляндской войне 1939—1940 годов.
С начала Великой Отечественной войны до прорыва блокады в 1943 года- полковник, заместитель командующего Войсками 42-й армии Ленинградского фронта по инженерным войскам (начальник инженерных войск). Его предложение о создании линии долговременных укреплений на второй полосе обороны Ленинграда было реализовано. Организовал и руководил строительством железобетонного пояса во 2-й полосе обороны 42-й армии. Строительство велось в трудных условиях фронта и закончено вовремя с отличным качеством.
Участник операции «Искра» по прорыву блокады Ленинграда.
После прорыва блокады назначен начальником инженерных войск 3-го Прибалтийского фронта.
16 октября 1943 года присвоено звание генерал-майора.
Организовал инженерное обеспечение наступления войск 3-го Прибалтийского фронта по освобождению Латвии, Риги и Литвы.
После войны проживал в Москве, активно участвовал в подготовке кадров для инженерных войск, преподавал в Военно-инженерной академии имени Куйбышева.
Умер в 1987 году. Прах захоронен в колумбарии на Ваганьковском кладбище.

## Награды
- Орден Ленина (февраль 1945)[1]
- Ордена Красного Знамени (февраль 1943)[2]
- Ордена Красного Знамени (03.11.1944)[3]
- Ордена Красного Знамени (ноябрь 1950)[4]
- Орден Суворова II степени (февраль 1944)
- Орден Кутузова II степени (август 1944)
- Орден Отечественной войны 1-й степени (октябрь 1943)[5]
- Орден Красной Звезды
- Орден Красной Звезды
- Медаль «За оборону Ленинграда» (14.08.1943)[5]
- Медаль «За победу над Германией в Великой Отечественной войне 1941—1945 гг.» (9 мая 1945[6])[7]
- Медаль «За взятие Берлина» (09.06.1945)[8]

## Память
- Его имя увековечено в Главном Храме Вооружённых сил России, и навсегда запечатлено на мемориале «Дорога памяти»